# Eleccions legislatives islandeses de 2024
Les Eleccions legislatives islandeses de 2024 es van celebrar el 30 de novembre de 2024 per escollir els 63 membres de l'Althing.
L'Aliança Socialdemòcrata, liderada per Kristrún Frostadóttir, va superar al governant Partit de la Independència, en obtenir el major nombre d'escons, amb 15 diputats. Les eleccions van resultar en el pitjor rendiment del Partit de la Independència, el Partit Progressista, el Moviment d'Esquerra-Verd i el Partit Pirata en la història de cadascun dels partits, mentre que Viðreisn, el Partit del Poble i el Partit de Centre van obtenir en canvi el seu millor rendiment. Això segueix una tendència dels islandesos a votar en contra de tots els governs posteriors a la recessió del 2008, excepte durant les eleccions del 2021. En el cas concret del Moviment d'Esquerra-Verd i el Partit Pirata van perdre tota la seva representació parlamentària, i cap dels dos va aconseguir obtenir un escó per primera vegada des de la seva fundació a les eleccions de 1999 i 2013, respectivament.

## Resultats
|                       |                                  |         |       |         |     |  |  |  |  |  |  |  |  |
| Partit                | Partit                           | Vots    | %     | Escons  | +/- |  |  |  |  |  |  |  |  |
|                       | Aliança Socialdemòcrata (S)      | 44.091  | 20,75 | 15 / 63 | 9   |  |  |  |  |  |  |  |  |
|                       | Partit de la Independència (D)   | 41.143  | 19,36 | 14 / 63 | 2   |  |  |  |  |  |  |  |  |
|                       | Viðreisn (C)                     | 33.606  | 15,82 | 11 / 63 | 6   |  |  |  |  |  |  |  |  |
|                       | Partit del Poble (F)             | 29.288  | 13,78 | 10 / 63 | 4   |  |  |  |  |  |  |  |  |
|                       | Partit de Centre (M)             | 25.700  | 12,10 | 8 / 63  | 5   |  |  |  |  |  |  |  |  |
|                       | Partit Progressista (B)          | 16.578  | 7,80  | 5 / 63  | 8   |  |  |  |  |  |  |  |  |
|                       | Partit Socialista d'Islàndia (J) | 8.422   | 3,96  | 0 / 63  | =   |  |  |  |  |  |  |  |  |
|                       | Partit Pirata (P)                | 6.411   | 3,02  | 0 / 63  | 6   |  |  |  |  |  |  |  |  |
|                       | Moviment d'Esquerra-Verd (V)     | 4.974   | 2,34  | 0 / 63  | 8   |  |  |  |  |  |  |  |  |
|                       | Partit Demòcrata (L)             | 2.215   | 1,04  | 0 / 63  | Nou |  |  |  |  |  |  |  |  |
|                       | Futur Responsable (Y)            | 42      | 0,02  | 0 / 63  | =   |  |  |  |  |  |  |  |  |
|                       |                                  |         |       |         |     |  |  |  |  |  |  |  |  |
| Vots emesos           | Vots emesos                      | 212.470 | 98,72 |         |     |  |  |  |  |  |  |  |  |
| Vots blancs           | Vots blancs                      | 2.438   | 1,13  |         |     |  |  |  |  |  |  |  |  |
| Vots nuls             | Vots nuls                        | 308     | 0,14  |         |     |  |  |  |  |  |  |  |  |
| Total                 | Total                            | 215.216 | 100   | 63      |     |  |  |  |  |  |  |  |  |
| Abstenció             | Abstenció                        | 55.952  | 9,82  |         |     |  |  |  |  |  |  |  |  |
| Inscrits/Participació | Inscrits/Participació            | 268.422 | 80,18 |         |     |  |  |  |  |  |  |  |  |